# Lorenzo Odone
Lorenzo Michael Murphy Odone (Washington D. C., 29 de mayo de 1978 - 30 de mayo de 2008) fue un paciente estadounidense de adrenoleucodistrofia (ALD) conocido por el trabajo de sus padres, Augusto y Michaela Odone por intentar encontrar una cura a su enfermedad. Esta lucha contra la enfermedad fue el argumento de la película de 1992 Lorenzo's Oil ("El aceite de la vida"), dirigida por George Miller, protagonizada por Nick Nolte y Susan Sarandon, nominada al Oscar a la mejor actriz por su papel.

## Primeros años
En 1983, cuando Lorenzo contaba con cinco años de edad era muy agresivo y sus padres lo llevaron a un especialista quien le diagnosticó una extraña enfermedad genética conocida como adrenoleucodistrofia infantil (ALD), o enfermedad de Schilder, que suele provocar la muerte a los pacientes antes de llegar a la vida adulta. Los médicos pronosticaron a Lorenzo solo dos años de vida.
La ALD está vinculada al cromosoma X y provoca un exceso de ácidos grasos de alto peso molecular en la sangre, linfa y otros fluidos corporales, derivando en fallos en las glándulas suprarrenales y en el funcionamiento de la sustancia blanca del cerebro. Fue este último el primer síntoma que mostró Lorenzo, que comenzó a mostrar graves trastornos mentales.

## Lucha contra la enfermedad
A pesar del diagnóstico, los padres de Lorenzo, Augusto y Michaela Odone, con el apoyo de varios familiares de enfermos de ALD y algunos médicos, comenzaron una larga lucha contra la enfermedad, mediante la organización del primer congreso sobre la enfermedad de Schilder en Estados Unidos. En ese congreso se dio a conocer la utilidad del ácido oleico para reducir a la mitad la presencia de ácidos grasos pesados en la sangre.
Con escasos recursos y nulos conocimientos de bioquímica, Augusto y Michaela Odone crearon en 1986 el "aceite de Lorenzo", con la ayuda de un bioquímico británico. El aceite fue el primer agente que mostró algún beneficio terapéutico ralentizando la destrucción de las vainas de mielina de los axones neuronales que conforman los nervios, el principal efecto producido por la ALD y causa de los trastornos nerviosos.

## El aceite de Lorenzo
Lorenzo fue el primer paciente en ser tratado con el aceite descubierto por Augusto y Michaela Odone, con resultados espectaculares que alargaron su esperanza de vida en más de 20 años. Sin embargo, en otros pacientes el resultado no ha sido tan positivo. La agencia estadounidense de medicamentos no ha aprobado aún su distribución, debido a la existencia de resultados contradictorios en la investigación.
Según la mayoría de los expertos, el aceite solo es efectivo en las primeras fases de la enfermedad.

## Fallecimiento
Lorenzo Michael Murphy Odone murió el 30 de mayo de 2008, a los 30 años de edad, a causa de una neumonía, después de celebrar su último cumpleaños el día anterior. Sus cenizas fueron enterradas junto a las de su madre, fallecida el 10 de junio del año 2000 a causa de un cáncer de pulmón. Su padre murió de una insuficiencia orgánica complicada por una infección pulmonar, el 24 de octubre de 2013 en Acqui Terme, en la región del Piamonte (Italia).